# Gravatal
Gravatal är en kommun i Brasilien.   Den ligger i delstaten Santa Catarina, i den södra delen av landet, 1 400 km söder om huvudstaden Brasília. Antalet invånare är 10 636.
I omgivningarna runt Gravatal växer i huvudsak städsegrön lövskog. Runt Gravatal är det ganska tätbefolkat, med 78 invånare per kvadratkilometer.